# HD ready

1080p以外のデバイス用のHD対応ロゴ

HD Readyは、2005年に、EICTA（European Information、Communications and Consumer Electronics Technology Industry Associations）、現在はDigitalEuropeによって導入された認証プログラムである。HD対応の最小ネイティブ解像度はワイドスクリーン比で720行。
現在、「HD対応」、「HD TV」、「HD対応1080p」、「HDTV1080p」の4つの異なるラベルがあり、ロゴは、特定の機能を備えたテレビ機器に授与される。
米国では、同様の「HD Ready」という用語は通常、コンポーネントビデオまたはデジタル入力を使用して720p 、 1080i、または1080pのいずれかで高解像度信号を受け入れて表示できるが、HD対応チューナーが内蔵されていないディスプレイを指す。

## 歴史
「HD対応」認定プログラムは、2005年1月19日に導入されました。ラベルと関連する仕様は、2004年6月にルクセンブルクのベッツドルフ本社で創設メンバーのSES アストラで開催された第2回セッションで、60を超える放送局と欧州HDTVフォーラムのメーカーとの間の合意に基づいている。
「HDready」ロゴは、外部ソースからの高解像度（HD）画像を表示できるテレビ機器に授与される。ただし、HD信号をデコードするためにデジタルチューナーを備えている必要はない。チューナー付きのデバイスは、「HD対応」ディスプレイデバイスを必要としない別の「HDTV」ロゴの下で認定された。
「HD対応」認定が導入される前は、実際にはSDTVデバイスであったにもかかわらず、多くのTVソースおよびディスプレイが高解像度画像を表示できるものとして宣伝されていた。アストラのマーケティング担当上級副社長であるアレクサンダー･アウデンデイクによると、2005年の初めには、HD対応ではない74種類のデバイスが販売されていた｡HD互換またはHD対応としてアドバタイズされたデバイスは、HDTV信号を入力として受け取ることができる（アナログ-YPbPrまたはデジタルDVIまたはHDMII経由）。しかし、それらは、より低いHD解像度（1280×720）（853×480解像度のプラズマベースのセット）でさえも真に表現するのに十分なピクセルを持っていなかった。CRTベースのセットはSDTV解像度またはVGA解像度（640×480ピクセル）のみが可能であり、より高いHD解像度（1920×1080）ははるかに少ないため、より低い解像度にダウンスケーリングせずにHD画像を表示することはできなかった。「フルHD」などの業界が後援するラベルも、オーバースキャンなしの1:1 ピクセルマッピングや1080p信号の受け入れなど、いくつかの重要な要件を満たしていないデバイスを指す可能性があるため、誤解を招く恐れがありました。
英国のBBCテレビ番組では、ディスプレイデバイスとTVチューナー/デコーダーの個別のラベルが購入者を混乱させていることがわかった。購入者の多くは、追加の機器なしでHDを受信できることを期待してHD対応機器を購入した 。時々、営業担当者によって誤解された— 2007年のOfcomの調査によると、12％はアナログSDTV送信をHDで表示できると明示的に言われ、7％は追加の機器は不要であり、14％はHD対応セットで既存のデジタルSDTV送信をHDで受信する。
2007年8月30日、1080pバージョンのロゴとライセンス契約が導入された。以前のスキームの改善として、「HDTV1080p」ロゴには「HDready1080p」認定が必要になった。

## 要件とロゴ

1080pディスプレイの現在のロゴ

720pテレビとセットトップボックスのロゴ

HD対応およびHD対応1080pロゴは、以下の表に概説されている高解像度ソースビデオ信号を処理および表示する特定の機能を備えたディスプレイ（統合テレビ、コンピューターモニター、およびプロジェクターを含む）に授与される。
HDTVロゴ は、統合デジタルテレビセット（「HD対応」要件に準拠したディスプレイを含む）または高解像度の受信、デコード、出力、または表示が可能なスタンドアロンのセットトップボックスのいずれかに授与される。放送（つまり、ケーブル、地上波、または衛星放送用のDVBチューナー、720pおよび1080i信号形式のH.264 / MPEG-4 AVC圧縮をサポートするビデオデコーダー、およびそのような信号を処理できるビデオ出力または統合ディスプレイのいずれかを含む）。
HD TV1080pロゴ は、「HD対応1080p」要件に準拠したディスプレイ、DVBチューナー、および1080p信号を処理できるデコーダーを備えた統合デジタルテレビセットに授与される。
「HDready1080p」または「HDReady」ロゴの対象となるには、ディスプレイデバイスが次の要件を満たしている必要がある。
| 要件                                                                          | HD対応                               | HD対応1080p |
| ----------------------------------------------------------------------------- | ------------------------------------ | ----------- |
| 最小ネイティブ解像度                                                          | 720水平の行（行） ワイドスクリーン比 | 1920×1080   |
| アナログYPbPrHD入力                                                           | Yes                                  | Yes         |
| デジタルHDMIまたはDVIHD入力                                                   | Yes                                  | Yes         |
| HDMIまたはDVI入力はコピー防止（ HDCP ）をサポートします                       | Yes                                  | Yes         |
| 720p HD（1280×720プログレッシブ@ 50＆60 Hz）                                  | Yes                                  | Yes         |
| 1080i HD（1920×1080インターレース@ 50＆60 Hz）                                | Yes                                  | Yes         |
| 1080p HD（1920×1080プログレッシブ@ 24、50、60 Hz）                            | No                                   | Yes         |
| 受け入れられたビデオフォーマットは歪みなしで再生されます                      | No                                   | Yes         |
| オーバースキャンなしで1080pおよび1080iビデオを表示（ 1：1ピクセルマッピング） | No                                   | Yes         |
| 同じかそれ以上のリフレッシュレートでネイティブビデオモードを表示する          | No                                   | Yes         |

## テクニカルリファレンス
- DVI ： DDWG、「Digital Visual Interface」、rev 1.0、1999年4月2日、EIA861B、「A DTV Profile for Uncompressed High Speed Digital Interfaces」、2002年5月にさらに認定され、さらにDVI-DコネクタとDVI-Iコネクタの両方が可能になった。50と60 Hzの両方への準拠プロファイル、および720pと1080iの両方のビデオ形式のサポートが必要である。
- HDMI ： HDMI Licensing、LLC、「High-Definition Multimedia Interface」、rev.1.1（2004年5月20日）
- HDCP ： Intelの「High-Bandwidth Digital Content Protection System」、rev 1.1（2003年6月9日）。（DVI入力の場合、HDCP rev1.0が適用される。）
- YP B P R ： EIA770.3-A、2000年3月、必要なコネクタはアダプタを介してのみ利用できる場合があることに注意する。